# Grabówek (Gdynia)
Grabówek (kaszb. Grabòwka) – dzielnica Gdyni granicząca z następującymi dzielnicami tego miasta: Leszczynki (od północy), Śródmieście (od wschodu), Działki Leśne, Witomino, Chwarzno-Wiczlino (wszystkie trzy od południa) oraz Pustki Cisowskie-Demptowo (od zachodu). Sporą część Grabówka obejmuje Trójmiejski Park Krajobrazowy.
Najstarsze wzmianki o Grabówku pochodzą z dokumentu lokacyjnego Oksywia z 1346 roku. Był wsią klasztoru kartuzów w Kartuzach w powiecie puckim województwa pomorskiego w II połowie XVI wieku.

## Historia
Dzielnica powstała w miejscu wsi Grabówek, po której nie ma obecnie śladu.
Podczas okupacji Niemcy zmienili nazwę dzielnicy na Grabau. Była to nazwa wspomnianej wsi w czasach II Rzeszy. Na kładce przy przystanku SKM Gdynia Stocznia MO strzelała do stoczniowców podczas masakry grudniowej w 1970 roku. Zastrzelono wtedy Zbyszka Godlewskiego, upamiętnionego później w piosence "Ballada o Janku Wiśniewskim". Protestujący nieśli jego ciało umieszczone na drzwiach wzdłuż ulicy Morskiej (wówczas Czerwonych Kosynierów) do Śródmieścia.

## Transport
Przechodzi tędy bardzo ważna ul. Morska, po której wytyczono wiele linii trolejbusowych i autobusowych łączących centrum miasta ze skrajnymi dzielnicami. W granicach dzielnicy znajduje się przystanek SKM w Trójmieście Gdynia Stocznia oraz część stacji Gdynia Główna, natomiast przystanek Gdynia Grabówek, wbrew nazwie nie znajduje się w tej dzielnicy, lecz w Leszczynkach.

## Wybrane obiekty
- kościół parafialny pod wezwaniem św. Rodziny
- Uniwersytet Morski
- stacja kolejowa Gdynia Główna (na granicy z dzielnicą Śródmieście)
- Szkoła Podstawowa nr 52 im. błogosławionego księdza komandora podporucznika Władysława Miegonia[7]
- Szkoła Podstawowa nr 17 im. wiceadm. Józefa Unruga[8]
- Powiatowy Urząd Pracy
- Młodzieżowy Dom Kultury[9]